# Rapide Club de Relizane
O Rapide Club de Relizane (em árabe : سريع غليزان ), conhecido como RC Rélizane ou simplesmente RCR , é um clube de futebol sediado na cidade de Relizane, Argélia. O clube foi fundado em 1935 e suas cores são brancas e verdes. O seu estádio, o Stade Tahar Zoughari , tem capacidade para cerca de 30.000 espectadores. O clube está jogando atualmente na Liga Profissional 2 do futebol argelino.

## História
O clube foi fundado em 1935.
O clube participou da Recopa Africana em 1990.